# Данила Козловски
Данила Валерјевич Козловски (рус. Данила Валерьевич Козловский; Москва, 3. мај 1985) руски је глумац и редитељ. Двоструки добитник филмских награда „Златни орао“ (2013) и „Ника“ (2016), као и позоришна награда „Златна маска“ (2017). Заслужени уметник Руске Федерације (2018).

## Биографија
Данила Козловски је рођен 1985. године у Москви, Руска СФСР, Совјетски Савез. Његов отац Валериј Иванович Козловски (рођен 1946), био је професор на Московском државном универзитету специјализован за маркетинг и масовне комуникације, а такође носи и титулу почасног радника културе Руске Федерације. Мајка Надежда Николајевна Звенигородскаја (рођена 26. јула 1951), глумица, завршила је Вишу позоришну школу Шчукин у Москви, радила у Москонцерт-у, деведесетих је напустила каријеру и преузела васпитање три сина, тренутно глуми у рекламама и филмовима. Родитељи су се развели када је Козловски био мали, има старијег брата Јегора и млађег брата Ивана.
Данила је од малих ногу имо је свеобухватно образовање, похађао је музичку школу, бавио се плесом, певањем и свирао саксофон и виолу. Током раних година често је мењао школе, потенцијално због проблема са дисциплином. Козловски је шест година студирао у морнаричком кадетском корпусу Кронстад, дипломиравши у седамнаестој години. Затим је студирао на Државној академији за позоришну уметност у Санкт Петербургу.
На великом екрану дебитовао је 1999. године, играјући проблематичног ученика шестог разреда Дениса у руској телевизијској серији Једноставне истине.
У августу 2016. године почео је да ради као редитељ на спортској уметничкој драми „Тренер“, у којој је играо главну улогу бившег нападача националне фудбалске репрезентације Јурија Столешникова, који је постао тренер покрајинског тима. Такође је постао један од продуцената и аутора сценарија.

## Приватни живот
Козловски не воли много да прича о приватном животу. Током студија у Санкт Петербургу упознао је своју будућу супругу пољску глумицу Урсулу Магдалену Малку. Вјенчали су се 2008. године, а растали су се три године касније. Жена Данила Козловског била је неколико година старија од њега. Живјели су заједно до 2011. године. Према причи Урсуле, након растанка,  Данила и она остали су пријатељи.
Док је радио на сету филма „Распутин“ (2011), Данила је упознао Јулију Снегир. Њихова веза трајала је око годину дана. Глумцу је 2014. године приписана афера са Зои Дојч, колегицом у филму „Вампирска академија“.
Данила је 2015. године упознао Олгу Зуеву. Глумац је заједно са девојком већ дуги низ година. У пролеће 2016. почели су да живе заједно, пар је добио ћерку. Данила Козловски, чији су лични живот и дело већ дуги низ година занимали обожаваоце, никада није рекао јавности да ли је формализовао везу са мајком свог детета.
Згодни млади атлетски глумац непрестано привлачи пажњу жена. Према запажањима секуларних новинара, уметник често мења партнерке. То не спречава жуту штампу да шири гласине о хомосексуалној оријентацији Козловског. Основа за то била је чињеница да глумац брани слободу сексуалне оријентације. У једном интервјуу, Козловски је рекао новинарима да ће наставити активизам, чак иако је то подстакло гласине о његовој хомосексуалности. Таблоидна штампа не спречава глумца да гради свој лични живот.

## Позоришне представе
Остварио је значајне улоге у позоришту, а то су;
- 2007. - „Краљ Лир“ према истоименој драми Вилијама Шекспира - Едгар, син грофа од Глоукестера.
- 2007. - „Блаж“  Александар Островски и Петра Невежина - Баркалова, управника имања.
- 2007. - „Варшавска мелодија“ према истоименој драми Леонида Зорина  - Виктор
- 2007. - „Живот и судбина“ према истоименом епском роману Василија Гросмана - Новикова, танкер, официр Црвене армије.
- 2009. - „Господар мува“ према истоименом роману Вилијама Голдинга.
- 2010. - „Лорензацио “  Алфред де Мизе - Лорензо.
- 2012. - „Лукавост и љубав“ према истоименој драми Фридриха Шилера (сценска композиција и продукција - Лев Додин; премијера - 28. септембра 2012) - Фердинанд, мајор, син председника фон Валтера на двору немачког Војвода.
- 2014. - „Вишњик“ према истоименој представи А.П.Чехова (сценска композиција и продукција - Лев Додин; премијера - 24. марта 2014) - Ермолаи Алексевич Лопакин, трговац.
- 2016. - „Хамлет“, композиција за сцену Лев Додин по С. Грамару , Рафаил Холиншед, Вилијам Шекспир Борис Пастернак (продукција - Лев Додин; премијера - 10. април 2016) - Краљевић Хамлет.[8]

## Филмографија
| Улоге  |                           |                                      |                                      |                                                                                         |
| Година | Српски назив              | Изворни назив                        | Улога                                | Напомена                                                                                |
| 2000-е |                           |                                      |                                      |                                                                                         |
| 1999.  | Једноставне истине        | Простые истины                       | Денис                                | ТВ серија                                                                               |
| 2003.  | Плес на таласима          | Я всё решу сама: Танцующая на волнах | Валера                               | ТВ серија                                                                               |
| 2003.  | Улице сломљених светлости | Улицы разбитых фонарей               | војник-дезертер Попов                | ТВ серија                                                                               |
| 2004.  | Сисси: Побуњена царица    | Сисси - мятежная императрица         | млади Франц Јозеф                    | ТВ филм                                                                                 |
| 2004.  | На врху Масловке          | На Верхней Масловке                  | Модиглиани                           | ТВ филм                                                                                 |
| 2005.  | Гарпастум                 | Гарпастум                            | Николаи                              | Награда за најбољег глумца.                                                             |
| 2006.  | Алка                      | Алька                                | Лениа Астаков                        | ТВ минисерија                                                                           |
| 2006.  | Злочин и време            | Преступление и погода                | Виктор                               |                                                                                         |
| 2007.  | Лењинов тестамент         | Завещание Ленина                     | Сергеј                               | ТВ минисерија                                                                           |
| 2008.  | Ми смо из будућности      | Мы из будущего                       | Сергеј Филатов                       | Номинована - филмска награда МТВ Русија за најбољи пољубац (дели са Јекатерина Климова) |
| 2009.  | Весели момци              | Весельчаки                           | Луки                                 |                                                                                         |
| 2010-е |                           |                                      |                                      |                                                                                         |
| 2010.  | Хамлет. XXI век           | Гамлет. XXI век                      | Лаертес                              |                                                                                         |
| 2010.  | Москва, волим те!         | Москва, я люблю тебя!                | Таксист                              |                                                                                         |
| 2011.  | Циљ                       | Мишень                               | Митја                                |                                                                                         |
| 2011.  | Пет невеста               | Пять невест                          | Алексеј Каверин                      |                                                                                         |
| 2012.  | Шпијун                    | Шпион                                | Јегор Дорин                          |                                                                                         |
| 2012.  | Бездушни                  | Духless                              | Мак Андреев                          | Награда Златни орао за најбољег главног глумца                                          |
| 2013.  | Легенда № 17              | Легенда № 17                         | Валери Кхарламов                     |                                                                                         |
| 2014.  | Дубровски                 | Дубровский                           | Владимир Дубровски                   | Играни филм и ТВ мини-серија                                                            |
| 2014.  | Вампирска академија       | Vampire Academy                      | Димитриј Беликов                     |                                                                                         |
| 2015.  | Бездушни 2                | Духless 2                            | Мак Андрев                           | У филму игра и Милош Биковић                                                            |
| 2016.  | Хардкор Хенри             | Хардкор                              | Акан                                 |                                                                                         |
| 2016.  | Посада лета               | Экипаж                               | Алексеј Гучшин                       | Ремаке оф Аир Посада                                                                    |
| 2016.  | Викинг                    | Викинг                               | Владимир Велики                      |                                                                                         |
| 2017.  | Матилда                   | Матильда                             | Воронтсов                            |                                                                                         |
| 2018.  | Ми Мафиа                  | МакМафия                             | Григориј Мишин                       | ТВ Серија                                                                               |
| 2018.  | Тренер                    | Тренер                               | Јуриј Столешњиков                    |                                                                                         |
| 2018.  | У крају                   | На районе                            |                                      |                                                                                         |
| 2019.  | Викинзи                   | Викинги (6 сезон)                    | Олег пророк                          | ТВ серија, главна улога                                                                 |
| 2020-е |                           |                                      |                                      |                                                                                         |
| 2020.  | Чернобил                  | Чернобыль                            | ватрогасац-спасилац, Алексејспасилац |                                                                                         |
| 2020.  | Карамора                  | Карамора                             | млади анархиста, Карамора            |                                                                                         |

## Награде и номинације
| Награда                            | Година | Категорија                           | Номиновани рад       | Резултат   |
| ---------------------------------- | ------ | ------------------------------------ | -------------------- | ---------- |
| Златна маска                       | 2017   | Најбоља мушка улога                  | Хамлет               | Освојено   |
| Ника Награда                       | 2016   | Најбољи глумац                       | Бездушни 2           | Освојено   |
| Гламоур                            | 2013   | Човек године                         | Н/Д                  | Освојено   |
| Златни орао                        | 2012   | За најбољег главног глумца           | Бездушни             | Освојено   |
| Златна рефлекторка                 | 2006   | Најбољи деби                         | Краљ Лир             | Освојено   |
| Гламоур                            | 2013   | Човек године                         | Н/Д                  | Освојено   |
| МТВ Русија                         | 2008   | Пољубац (дели са Јекатерина Климова) | Ми смо из будућности | Номинација |
| Ника Награда                       | 2012   | Најбољи глумац                       | Бездушни             | Номинација |
| Руског цеха филмских критичара     | 2005   | Најбољи глумац                       | Гарпастум            | Освојено   |
| Руског цеха филмских критичара     | 2012   | За најбољег главног глумца           | Бездушни             | Номинација |
| Фестивал филмских глумаца сазвежђа | 2008   | Најбољи водећи глумац                | Ми смо из будућности | Освојено   |

## Награде
- 2005. - добитник филмске награде „ Бели слон “, Цех филмске критике и Русија у категорији „Најбољи глумац“ 2005. - за улогу у играном филму Николасов Гарпастум, редитељ Алексеј Герман млађи.[16]
- 2006. - Лауреат највише позоришне награде Санкт Петербурга „ Златна рефлекторка “ у категорији „Драмска позоришта“ у номинацији „Најбољи деби“ - за улогу Едгара, сина грофа Глостера , у представи „ Краљ Леар “ у режији Лева Додина на сцени Малог драмског позоришта - Позоришта Европе у Санкт Петербургу.[17]
- 2008. - Награда за најбољу мушку улогу на КСВИ Фестивалу филмских глумаца „Сазвежђе-2008“ ( Твер ) - за улогу Сергеја Филатова („Борман“) у фантастичном играном филму „ Ми смо из будућности “ редитеља Андреја Маљукова .

2013. - Лауреат Националне академије филмских уметности и наука Русије „ Златни орао “ за „ Најбољег глумца у биоскопу “ - за улогу Макса Андреева у психолошкој драми „ Духлесс “ у режији Романа Пригунова .
- 2013. - номинован за филмску награду Ника за најбољег глумца - за улогу Макса Андреева у психолошкој драми Духлесс у режији Романа Пригунова .
- 2013. - лауреат осме годишње награде „ Собака.ру ТОП 50. Најпознатији људи Санкт Петербурга“ у номинацији „Биоскоп“.[18]
- 2013. - лауреат награде „Личност године“ према часопису „ГК“.
- 2013. - лауреат награде „Човек године“ према часопису „Гламоур“.
- 2014. - Номинован за награду Златни орао за најбољег глумца - за улогу совјетског хокејаша Валерија Харламова у спортској драми Легенда број 17 у режији Николаја Лебедева .
- 2014. - Лауреат награде за руског националног глумца имена Андреја Миронова „Фигаро“ у Санкт Петербургу у категорији „Најбољи од најбољих“ - „за бриљантно извођење улога на драмској сцени“ у протекле три до пет година.[19]
- 2014. - Лауреат награде за креативно откриће названо по Олегу Јанковском за најсјајнија креативна достигнућа године у позоришту, биоскопу, музици и другим областима уметности, коју је основао организациони одбор Фестивала отворених уметности Цхересхневи Лес у Москви - за улогу Лопакхина у представи Лева Додина Воћњак трешања »На сцени Академског драмског позоришта Мали - Позориште Европе у Санкт Петербургу.[20]
- 2014. - лауреат награде Константин Станиславски (позоришна сезона 2013-2014) на КСИКС Међународном позоришном фестивалу „Сезона Станиславског“ у номинацији „Вештина глумца“ - за улогу Лопахина у представи „Воћњак трешања “ Лева Додина на позорница Академског Малог драмског позоришта - Позоришта Европе у Санкт Петербургу.[21]
- 2016. - добитник филмске награде „ Ника “ за „ Најбољег глумца “ - за улогу Макса Андреева у психолошкој драми „ Духлесс 2 “, у режији Романа Пригунова.[22]
- 2016. - лауреат КСИВ годишње националне телевизијске награде у пољу популарне музике „ Муз-ТВ 2016. Енергија будућности! „У номинацији„ Најбоља концертна представа “- за концертну представу„ Велики сан обичног човека “у Бољшој театру.[23]
- 2016. - прво место у рејтингу глумаца године (заједно са Сергејем Безруковим ) према истраживању Сверуског центра за проучавање јавног мњења (ВТсИОМ) руских грађана крајем 2016. године.[24]
- 2017. - номинован за награду Златни орао за најбољег глумца - за улогу копилота-приправника Алексеја Гушчина у филму катастрофе „ Посада “ редитеља Николаја Лебедева .
- 2017. - лауреат позоришне награде „ Златна маска “ у конкуренцији представа драмског позоришта сезоне 2015-2016 у номинацији „ Најбоља мушка улога “ - за улогу Хамлета у представи „Хамлет“ Лева Додина на позорница Малог драмског позоришта - Позориште Европе у Санкт Петербургу.[25]

## Хуманитарни рад
У новембру 2013. Козловски је постао званична особа добротворне фондације „Излаз из Санкт Петербурга“ (Санкт Петербург), која промовише решење проблема са аутизмом.
2014. године, заједно са Јелисаветом Бојарском, учествовао је у снимању спота „Све је добро“ за песму из добротворне анимиране серије „Летеће животиње“
Од 30. августа 2018. године, члан Одбора поверилаца Добротворне фондације за помоћ деци оболелој од епидермолизе, „Бела. Деца лептира“ (Москва). Деца са овим ретким генетским поремећајем називају се „лептири“, метафорично упоређујући њихову осетљиву кожу са крилима лептира.